# ゴジラ-GODZILLA-
『ゴジラ-GODZILLA-』は、バンダイナムコゲームス（現・バンダイナムコエンターテインメント）より2014年12月18日に発売されたPlayStation 3用ゲームソフト。
バージョンアップ版となる『ゴジラ-GODZILLA-VS』についても本項で扱う。

## 内容
主にゴジラとなって街や施設を破壊し、敵兵器や怪獣と戦うアクションゲームである。特撮映画の監督になっているような気分を味わえるよう「特撮カメラ」といった様々な機能・演出が搭載されている。
本作は原子力や核兵器の設定が除外され、その代わりに60年前に出現したゴジラの研究・解析によって得られた架空のエネルギーGエナジーが文明を支えている設定になっている。Gエナジーを増幅するGジェネレーターを求め、60年ぶりにゴジラは再上陸を果たす。
以下は主にDESTRUCTIONモードを前提とした概要とする。

### ゴジラの成長
本作の世界はGエナジーによって成立しているため、Gジェネレーターのみならずビルや兵器からもGエナジーを得ることができ、多くの建造物や兵器を制圧することでゴジラはより巨大化していく。ゴジラはGエナジーを摂取すると、即座にその場で成長する。

### 抵抗勢力
前述のとおり、建造物を破壊することによってゴジラは成長するが、成長に伴って災害レベルが上昇し、人類の抵抗がより激しくなる。災害レベルは首相による閣議決定で変更が行われるが、政権交代によっては災害レベルの上がりやすさが異なる。政権交代はプレイヤーの選択したルートによって起こる。
首相となる人物にはタカ派の鷹栖総理（声：水落幸子）、ハト派の鳩ヶ谷総理（武田幸史）、そして中道派の中条総理（野中秀哲）の3人が存在する。
このうち、DESTRUCTIONモードで一度も政権交代せず鷹栖のルートへ進むとバーニングゴジラが現れ、真のエンディングが解放される。
災害レベルが一定数を超えるとメーサー殺獣光線車や新・轟天号といった超兵器が投入される。
また、ステージによってはGジェネレーターの緊急停止シーケンスが存在するため、Gジェネレーターが停止するまでにすべてのGジェネレーターを破壊する必要がある。
人類とは別に、モスラやキングギドラといったGフォース管轄外の怪獣が登場することもあり、ゴジラ同様にGフォースも攻撃をしかける。ただし、そのGフォースからも大型の兵器が戦場に到着する場合がある。それら大型の怪獣たちを倒すと、進化や成長に必要な進化要因を取得できることがある。

### ゲームモード
DESTRUCTIONモード
ゴジラを操作して街や兵器、敵怪獣を破壊、制圧するモード。ゴジラのみ操作可能。
本モードでは街や兵器、敵怪獣を倒す事によってゴジラが巨大化することでのみ強化されるが、2周めには引継がれず、EVOLUTIONモードで得た進化も反映されない。
KING OF THE MONSTERSモード
DESTRUCTIONモードクリア後に開放されるモード。DESTRUCTIONモードにて倒したことのある敵怪獣との6連戦タイムアタックを行う。また、DESTRUCTIONモード同様特定の建造物を破壊した時に、フィギュアを取得することができる。
このモードではゴジラ以外にも敵怪獣を操作することができる。
EVOLUTIONモード
DESTRUCTIONモードやKING OF THE MONSTERSモードで取得した進化要因でゴジラを進化させるモード。
ここでの進化は次回プレイから使用可能。（中断セーブ再開時には反映されない。）
ジオラマモード
DESTRUCTIONモードやKING OF THE MONSTERSモードでゲットしたフィギュアを飾り付けてスクリーンショットを取得するモード。

## プレイアブルキャラクター
ゴジラ（VSシリーズの個体）
第1作目から登場。PS3版ではDESTRUCTIONモード唯一のプレイアブルキャラ。
本来、同一個体（VSシリーズの個体とバーニング）も別キャラクターとして扱われている。
バーニングゴジラ
第1作目から登場。『ゴジラvsデストロイア』に登場するゴジラ。KING OF THE MONSTERSモードや『VS』の各種モードではゴジラとは別キャラクターとして選択可能。
ゴジラ1964
『VS』から登場。『モスラ対ゴジラ』に登場するゴジラ。通常プレイでは一切登場せず、初回封入特典で使用可能。
GODZILLA
第1作目から登場。2014年公開ギャレス・エドワーズ監督作品に登場するゴジラ。PS3版では条件を満たすと、KING OF THE MONSTERSモードのみプレイアブルキャラクターとして使用可能。
モスラ
第1作目から登場。幼虫と成虫が、それぞれ登場。
ジェットジャガー
第1作目から登場。
キングギドラ
第1作目から登場。
メカキングギドラ
『VS』から登場。上記のキングギドラをサイボーグ化したものだが、別キャラクターとして登場。
ビオランテ
第1作目から登場。
デストロイア
第1作目から登場。
メカゴジラ（初代）
『VS』から登場。
メカゴジラ2
上記のメカゴジラ（初代）を修復したものだが、別キャラクターとして登場。また、メカゴジラ（初代）が『VS』から登場なのに対し第1作目から登場。
スーパーメカゴジラ
第1作目から登場。
3式機龍改
第1作目から登場。
ヘドラ
第1作目から登場。
ガイガン
第1作目から登場。
スペースゴジラ
『VS』から登場。
ラドン
『VS』から登場。
アンギラス
『VS』から登場。
バトラ
『VS』から登場。幼虫と成虫がそれぞれ登場。

## 登場兵器
フルメタルミサイル＆ランチャー
『ゴジラ2000 ミレニアム』より登場。
メーサータンク
平成『VS』シリーズより登場。
93式メーサー攻撃機
『ゴジラVSモスラ』より登場。
スーパーX
『ゴジラ (1984年の映画)』より登場。
スーパーX2
『ゴジラVSビオランテ』より登場。
スーパーXIII
『ゴジラVSデストロイア』より登場。
新・轟天号
『ゴジラ FINAL WARS』より登場。

## 評価
ライターのなかJは電ファミニコゲーマーに寄せた記事の中で、「成長・進化」や「政治」といった要素は『シン・ゴジラ』に通ずるところがあると評価している。

## ゴジラ-GODZILLA-VS
『ゴジラ-GODZILLA-VS』は、バンダイナムコエンターテインメントより2015年7月16日に発売されたPlayStation 4用ゲームソフトであり、『ゴジラ-GODZILLA-』のバージョンアップ版にあたる。
初回封入特典として、プレイ中の画面を白黒映画のようにする「昭和モード」のプロダクトコードを同梱。
スペースゴジラ等の新規キャラクターの登場に加え、ゴジラ以外の怪獣も操作キャラクターとして使用可能になり、2対1の戦いや三つ巴の戦いが可能となった。このうち、メカキングギドラ・モスラ・スーパーメカゴジラなどの原作において人類の味方となるキャラクターは、街の被害を最小限に抑えつつも守護者として怪獣に立ち向かうことに重きを置いたゲームシステムとなっており、街の被害が大きくなりすぎるとゲームオーバーとなる。
新たにオンライン対戦モードが実装。

## 評価（VS）
日本国外のレビューサイトにおける『VS』の評価はやや否定的であり、特にグラフィックについては意見が分かれた。
ジム・スターリングは「メジャーなAAAゲームではなく、低品質なゲーム性とグラフィックを備えた低予算ゲームでしか無い。」　Destructoidのジョードン・デヴォースは、期待からして「がっかり」と評した。　IGNのジョン・ライアンはゴジラファンであることを踏まえて、「旧作ゴジラの雰囲気は再現できてるが、ゲームとしての質は物足りない。」と評した。元The EscapistのBen "Yahtzee" Crosshawは「このゲームはクソだ。」「コスチュームを着たやつが嫌なヤツのフリをしてる気分になるだけ」と評し、年の締めに"The Third Worst Game of 2015"という不名誉な賞を与えた。